# Joseph H. Taylor Jr.
Joseph Hooton Taylor Jr. (ur. 29 marca 1941 w Filadelfii) – amerykański astrofizyk, laureat Nagrody Nobla w dziedzinie fizyki.
W 1993 roku wraz z Russellem A. Hulse’em otrzymał Nagrodę Nobla w dziedzinie fizyki za odkrycie nowego typu pulsarów, które otworzyło nowe możliwości badania grawitacji.

## Życiorys
Taylor uczęszczał do Moorestown Friends School w Moorestown (New Jersey). Był już wtedy biegły w matematyce. Bakalaureat (B.A.) z fizyki otrzymał na Haverford College w roku 1963, a doktorat (Ph.D.) z astronomii na Uniwersytecie Harvarda w roku 1968. Po krótkiej pracy na Harvardzie Taylor przeszedł do University of Massachusetts, gdzie uzyskał profesurę i kierownicze stanowisko w Five College Radio Astronomy Observatory. W czasie gdy Taylor kończył doktorat, Jocelyn Bell odkryła pierwszego pulsara za pomocą radioteleskopu w okolicach Cambridge w Wielkiej Brytanii.
Taylor przeniósł się do National Radio Astronomy Observatory w Green Bank (West Virginia) i uczestniczył w odkryciu pierwszych pulsarów dokonanych poza Cambridge. Od tego czasu pracował nad wszystkimi danymi astrofizycznymi dotyczącymi pulsarów. W 1974 Hulse i Taylor odkryli pierwszego pulsara w układzie podwójnym (PSR B1913+16).
Orbita tego układu podwójnego ulega powolnemu ścieśnieniu na skutek utraty energii emitowanej jako fale grawitacyjne, co sprawia, że okres obiegu nieco się zmniejsza. Efekt ścieśnienia jest ściśle opisany Ogólną Teorią Względności Einsteina. Przez ponad 30 lat Taylor i współpracownicy mierzyli ten okres, porównując go z wynikiem teoretycznym; zgadzał się on z dokładnością lepszą niż 1%. To było pierwsze potwierdzenie istnienia fal grawitacyjnych. Późniejsze badania układów podwójnych z pulsarami, jak również inne pomiary niezależne, potwierdziły wyniki otrzymane przez Taylora.
W roku 1980 Taylor przeniósł się na Uniwersytet Princeton, gdzie był profesorem i dziekanem. Przeszedł na emeryturę w roku 2006.

## Radio amatorskie
Joe Taylor już jako nastolatek interesował się radiokomunikacją oraz uzyskał amatorskie pozwolenie radiowe. To hobby doprowadziło go do zajęcia się radioastronomią. Taylor w środowisku radioamatorów jest znany przede wszystkim jako specjalista od łączności radiowej słabych sygnałów oraz autor wielu protokołów komunikacyjnych jak WSJT czy FT8 oraz ich programowych implementacji.
W kwietniu 2010 r. zorganizował wyprawę do radioteleskopu Arecibo, aby przy jego użyciu prowadzić łączności z radioamatorami na całym świecie.  Posiada znak wywoławczy K1JT.

## Wyróżnienia i nagrody[2]
- 1980: Dannie Heineman Prize for Mathematical Physics
- 1981: MacArthur Fellowship
- 1985: Medal Henry’ego Drapera
- 1987: Tomalla Foundation Prize
- 1990: Magellanic Premium
- 1991: John J. Carty Award for the Advancement of Science
- 1991: Albert Einstein Medal
- 1992: Nagroda Wolfa (z fizyki)
- 1993: Nagroda Nobla w dziedzinie fizyki
- 1997: Medal Karla Schwarzschilda

Jego imieniem nazwano planetoidę (81859) Joetaylor.